# Chữ Miến Điện
Chữ Myanmar, chữ viết Myanmar hay chữ viết Miến Điện là nền tảng của bảng chữ cái Miến Điện được sử dụng cho các ngôn ngữ ở Myanmar như tiếng Miến Điện, Môn, Shan, S'gaw Karen .
Những chi tiết về bảng chữ cái Miến Điện được nêu trong bài tương ứng.

## Các ngôn ngữ
Chữ Myanmar ban đầu được chuyển đổi để viết chữ Môn và chữ Pyu.
Trong thời hiện đại, ngoài việc được sử dụng để viết tiếng Myanmar, nó đã được điều chỉnh để sử dụng để viết các ngôn ngữ khác ở Myanmar, đáng chú ý nhất là Shan, S'gaw Karen, và tiếng Môn, trong đó sử dụng một phiên bản chữ tương tự như tiếng Miến Điện hơn so với chữ Môn cổ.
Chữ Myanmar cũng được sử dụng cho các ngôn ngữ phụng vụ của tiếng Pali và tiếng Phạn.

## Unicode
Chữ Myanmar đã được thêm vào Tiêu chuẩn Unicode tháng 9/1999 với việc phát hành phiên bản 3.0. Các bổ sung đã được thêm vào trong các phiên bản tiếp theo 
| Bảng Unicode chữ Myanmar Official Unicode Consortium code chart: Myanmar Version 13.0 |   |   |   |   |   |   |   |   |   |   |   |   |   |   |   |   |
|                                                                                       | 0 | 1 | 2 | 3 | 4 | 5 | 6 | 7 | 8 | 9 | A | B | C | D | E | F |
| U+100x                                                                                | က | ခ | ဂ | ဃ | င | စ | ဆ | ဇ | ဈ | ဉ | ည | ဋ | ဌ | ဍ | ဎ | ဏ |
| U+101x                                                                                | တ | ထ | ဒ | ဓ | န | ပ | ဖ | ဗ | ဘ | မ | ယ | ရ | လ | ဝ | သ | ဟ |
| U+102x                                                                                | ဠ | အ | ဢ | ဣ | ဤ | ဥ | ဦ | ဧ | ဨ | ဩ | ဪ | ါ  | ာ  | ိ  | ီ  | ု  |
| U+103x                                                                                | ူ  | ေ  | ဲ  | ဳ  | ဴ  | ဵ  | ံ  | ့  | း  | ္  | ်  | ျ  | ြ  | ွ  | ှ  | ဿ |
| U+104x                                                                                | ၀ | ၁ | ၂ | ၃ | ၄ | ၅ | ၆ | ၇ | ၈ | ၉ | ၊ | ။ | ၌ | ၍ | ၎ | ၏ |
| U+105x                                                                                | ၐ | ၑ | ၒ | ၓ | ၔ | ၕ | ၖ  | ၗ  | ၘ  | ၙ  | ၚ | ၛ | ၜ | ၝ | ၞ  | ၟ  |
| U+106x                                                                                | ၠ  | ၡ | ၢ  | ၣ  | ၤ  | ၥ | ၦ | ၧ  | ၨ  | ၩ  | ၪ  | ၫ  | ၬ  | ၭ  | ၮ | ၯ |
| U+107x                                                                                | ၰ | ၱ  | ၲ  | ၳ  | ၴ  | ၵ | ၶ | ၷ | ၸ | ၹ | ၺ | ၻ | ၼ | ၽ | ၾ | ၿ |
| U+108x                                                                                | ႀ | ႁ | ႂ  | ႃ  | ႄ  | ႅ  | ႆ  | ႇ  | ႈ  | ႉ  | ႊ  | ႋ  | ႌ  | ႍ  | ႎ | ႏ  |
| U+109x                                                                                | ႐ | ႑ | ႒ | ႓ | ႔ | ႕ | ႖ | ႗ | ႘ | ႙ | ႚ  | ႛ  | ႜ  | ႝ  | ႞ | ႟ |
| Myanmar Extended-A (Official Unicode Consortium code chart)                           |   |   |   |   |   |   |   |   |   |   |   |   |   |   |   |   |
| U+AA6x                                                                                | ꩠ | ꩡ | ꩢ | ꩣ | ꩤ | ꩥ | ꩦ | ꩧ | ꩨ | ꩩ | ꩪ | ꩫ | ꩬ | ꩭ | ꩮ | ꩯ |
| U+AA7x                                                                                | ꩰ | ꩱ | ꩲ | ꩳ | ꩴ | ꩵ | ꩶ | ꩷ | ꩸ | ꩹ | ꩺ | ꩻ  | ꩼ  | ꩽ  | ꩾ | ꩿ |
| Myanmar Extended-B (Official Unicode Consortium code chart)                           |   |   |   |   |   |   |   |   |   |   |   |   |   |   |   |   |
| U+A9Ex                                                                                | ꧠ | ꧡ | ꧢ | ꧣ | ꧤ | ꧥ  | ꧦ | ꧧ | ꧨ | ꧩ | ꧪ | ꧫ | ꧬ | ꧭ | ꧮ | ꧯ |
| U+A9Fx                                                                                | ꧰ | ꧱ | ꧲ | ꧳ | ꧴ | ꧵ | ꧶ | ꧷ | ꧸ | ꧹ | ꧺ | ꧻ | ꧼ | ꧽ | ꧾ |   |